# Случайный выстрел

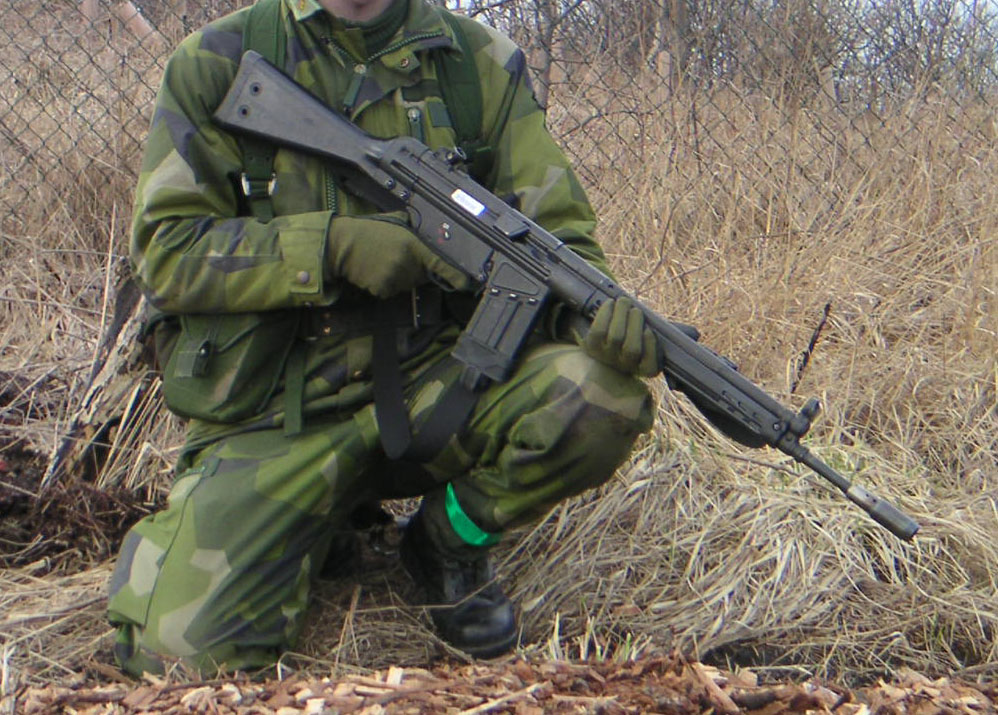
Пример безопасного обращения с оружием: оружие направлено в безопасном направлении и спусковой крючок явно не удерживается пальцем

Случайный выстрел (самопроизвольный выстрел) является несанкционированным выстрелом из огнестрельного оружия. Как правило, такие происшествия происходят из-за неправильного обращения с оружием. При длительной стрельбе также существует опасность случайного выстрела (Преждевременный выстрел), когда раскаленный ствол может привести к самовоспламенению метательного заряда патрона. Изношенные или некачественные оружейные механизмы могут являться причиной случайных выстрелов, как например случалось с ПП Стен времен ВМВ.
Для уменьшения риска случайного выстрела современное оружие оборудуется предохранительными устройствами, которые должны предотвращать случайные выстрелы из оружия, которое не находится в положении «на изготовку».
Во избежание случайных выстрелов охотничьи организации во многих странах рекомендуют, помимо прочего, держать механизм оружия в открытом виде (если речь идет о механизмах с качающимися стволами) во время перемещения в зоне охоты. В тирах оружие можно заряжать только непосредственно перед стрельбой на стрельбище.
Помимо механических сбоев с огнестрельным оружием или боеприпасами случайные выстрелы также могут возникать, например, из-за несанкционированного или необоснованного использования оружия. Следуя хорошей практике безопасности в области огнестрельного оружия, риск несчастных случаев очень мал, и когда происходят несчастные случаи, в большинстве случаев нарушаются правила безопасности и поэтому человек, который совершает случайный выстрел, может нести за это уголовную ответственность.